# Mercer Ellington
Mercer Kennedy Ellington (Washington, 11 marzo 1919 – Copenaghen, 8 febbraio 1996) è stato un trombettista e compositore statunitense.

## Biografia
Figlio del pianista e compositore Duke Ellington, si è formato alla Columbia University e ha iniziato a suonare col padre da piccolissimo. Dopo aver servito le armi nella seconda guerra mondiale, ha ricominciato a tutti gli effetti la sua carriera nel 1954 collaborando con l'orchestra di Cootie Williams e come assistente del padre. Ha anche lavorato in diverse vesti (arrangiatore, esecutore, produttore) con artisti come Charlie Barnet, Charlie Parker, Ella Fitzgerald, Johnny Hodges, Clark Terry, Jim Hall, Shirley Scott, Stan Getz e altri. Grazie a Digital Duke ha vinto nel 1987 il Grammy Award come "Best Large Jazz Ensemble Performance".

## Discografia parziale
- 1958: Black and Tan Fantasy
- 1958: Steppin' into Swing Society
- 1959: Colors in Rhythm
- 1974: Continuum
- 1984: Hot and Bothered
- 1987: Digital Duke
- 1989: Music Is My Mistress
- 1992: Take the Holiday Train
- 1996: Only God Can Make a Tree